# Louise N’Jie
Louise N’Jie, née en 1922, morte en 2014, est une femme politique et une ministre gambienne, la première de son pays.

## Biographie
Elle est née le 23 janvier 1922 au sein d'une éminente famille créole aku et chrétienne, sœur ainée d'Augusta Mahoney, et fille de Sir John Mahoney, le premier président du Conseil législatif de la Gambie (sous la tutelle britannique). Elle fréquente la Methodist Girls’ High School à Banjul, continue à Bakau, puis le Collège d'enseignement pédagogique Achimota à Accra, au Ghana, où elle est formée comme enseignante. En 1950, elle épouse Denis (Ebrima) N'Jie, un dentiste. Puis elle enseigne 10 ans dans les écoles primaires et secondaires de Gambie, de 1945 à 1955, et est  directrice d'une école primaire de 1957 à 1963, avant d'étudier l'administration et la gestion des pouvoirs publics dans le domaine de l'éducation à l'université d'Oxford,,. En 1958, elle est également nommée au Comité de préparation de la visite royale et de l'accueil de la reine Élisabeth II en Gambie en 1961.
Elle est une des fondatrices, dans les années 1970, de la Gambia Women’s Federation (Fédération des femmes gambiennes). Elle prend sa retraite d'enseignante en 1977 et entre en politique, soit dix ans après le divorce entre sa sœur et Dawda Jawara, devenu le premier président de la République de Gambie. Membre du Parti populaire du peuple (PPP), le parti de gauche modérée (travailliste) qui soutient Dawda Jawara , elle est élue députée aux élections législatives de 1977, une des premières représentantes femmes,. Elle fait un travail parlementaire sur la condition féminine, sur les enfants, sur l'enseignement. Elle se montre favorable à la révision de la loi qui interdit aux enfants illégitimes d'hériter de leurs pères.
De 1982 à 1987, elle est ministre de la Jeunesse, des Sports et de la Culture (anglais : Minister of Youth, Sport and Culture), devenant la première femme membre du cabinet gouvernemental en Gambie. Elle a la responsabilité pleine et entière d'un ministère ; avant elle, il y eut toutefois des femmes secrétaires d’État,. Au moment où elle laisse ce portefeuille de l'éducation en 1987, la scolarisation des jeunes filles s'est accrue et allongée, et le nombre d'enseignantes a augmenté de 20 %. Une série de manifestations étudiantes sur les mauvaises conditions des transports scolaires et les mauvaises conditions d'embarquement provoque toutefois son départ. Par la suite, elle est, de 1987 à 1990, ministre la Santé, de l'Environnement, du Travail et des Affaires sociales (anglais : Minister of Health, Environment, Labour and Social Welfare). Elle agit en faveur de la planification familiale, et de la réduction du taux de mortalité maternelle. Elle initie également une réponse, en Gambie, à l’épidémie de sida, un fléau en Afrique centrale dans la deuxième partie des années 1980,. 
Elle se retire de la vie politique en 1992, à 70 ans, et meurt le 22 mai 2014, à 92 ans, à Bakau.